# Giuro che ti amo
Giuro che ti amo è un film del 1986 diretto da Nino D'Angelo e Piero Regnoli (non citato nei titoli originali).

## Trama
Procida. Nino Esposito sta scontando una condanna per furto aggravato. Appena prima di uscire dal carcere, il giovane viene fermato da Don Vito Scarano, il boss locale che inaspettatamente gli offre in regalo una vecchia paranza da pesca. Sorpreso da tanta generosità, Nino torna fiducioso nella sua Procida. Qui ritrova Masaniello, figlio di un caro amico di cui Nino si prende cura fin dalla morte del padre. Nino va quindi nella scuola dove studia Maruzzella Aiello, la sua fidanzata. Tuttavia Nino non ha il permesso per accudire il bambino, e per ottenerlo deve recarsi da Regina, la madre di Masaniello. Così, il giorno dopo Nino si reca a Napoli per cercarla, e chiede quindi al bambino di andare a scuola per spiegare a Maruzzella le ragioni che lo hanno spinto a non venire a scuola da lei quel giorno. La ragazza crede per errore che ci sia di mezzo un'altra donna, e decide solo dopo di perdonare Nino, così va a cercarlo e le dice che accetta di sposarlo. Finalmente i due giovani tornano insieme e passano del tempo insieme, felici. Poi decidono di andare da Masaniello, ma scoprono che è stato portato all'orfanotrofio. Durante una notte di tempesta, Masaniello scappa dal posto intanto molto debole, poiché da quando è stato portato lì ha rifiutato il cibo e il piccolo finisce per ammalarsi. Il bambino viene poi nascosto all'interno della barca.
Nino viene accusato dagli altri pescatori di essere uno scagnozzo di Don Vito. Maruzzella non sopportando quello che ha sentito su Nino, irrompe nella stanza ma il padre dice alla moglie di portarla via dalla stanza. La ragazza dice loro di doversi solo vergognare di quello che hanno detto. Intanto Don Vito chiede il conto della sua generosità dicendo a Nino di sabotare i pescatori che ostacolano i suoi loschi traffici, e lo minaccia di fare del male a Maruzzella se non accetta. Infatti Nino non accetta e si mette contro Don Vito. Dopo si reca da Don Salvatore per dirgli che Don Vito lo ha minacciato, ma lui lo caccia. Allora decide di andare dal maresciallo chiedendogli di proteggere Maruzzella e lui penserà ai delinquenti. Ma il maresciallo per convincerlo a non mettersi contro di loro, gli racconta il caso del padre di Masaniello. L'uomo era venuto da lui per denunciare il mancino, ma il giorno seguente lo avevano trovato morto sulla spiaggia e non avendo prove, non si poteva accusare nessuno e così il maresciallo e i suoi uomini si erano inventati il suicidio. Infatti Nino ha sempre creduto così e anche Masaniello lo crede. Successivamente il mancino mette una bomba nella barca di Nino. Bombolo si accorge che la barca (dove tra l'altro è stato nascosto il piccolo Masaniello) sta prendendo fuoco e corrono a spegnere l'incendio.
Nino sale sulla barca per condurla verso quella di Don Vito per far sì che i delinquenti saltino in aria, ma viene colpito da una pallottola alla spalla. Sebbene ferito, riesce ad uccidere Don Vito e i suoi scagnozzi, a riprendere Masaniello con un permesso ufficiale, e infine a sposarsi con la sua amata Maruzzella.

## Colonna sonora
Nel film sono presenti le seguenti canzoni:
- Io moro pe te - Nino D'Angelo
- Dialogo - Nino D'Angelo
- Amore e pensiero - Nino D'Angelo
- Fra 50 anni - Nino D'Angelo

## Curiosità
- Questa è l'ultima apparizione cinematografica di Bombolo, che morirà nel 1987.[1]

## Accoglienza

### Incassi
Il film si è classificato all'86º posto tra i primi 100 film di maggior incasso della stagione cinematografica italiana 1986-1987.